# 深川 (花街)
深川 （ふかがわ）は東京都江東区深川にあった花街、その総称。

## 歴史

### 誕生
深川に花街が形成されたのは1655年（明暦元年）、富岡八幡宮門前に開業した料理茶屋が起源とされる。1627年に（寛永4年）創建された富岡八幡宮周辺の土地が1652年（承応元年）に開発され、その3年後に料理茶屋が許可され、それが江戸屈指の岡場所（非公認の遊里）として栄えることになる。富岡八幡宮周辺のみならず、仲町、新地、土橋、櫓下、裾継、石場、佃町の7ヶ所で岡場所が発生し、特に仲町は繁栄を見せた。
元禄期、蔭間の遊里であった芳町から逃れてきた女芸者・菊弥が移り住み、唄の師匠と茶屋を開き、深川芸者が生まれた。

### 辰巳芸者
深川芸者は「羽織芸者」、「辰巳芸者」と呼ばれ、粋と張り、意気地を売り物にし、公許遊廓の吉原では娼妓が上位、廓芸妓が次位に対し、深川は芸妓が上位で娼妓は次位であった。だが深川の場合、売春をするものが多く、「二枚看板」と称された。深川は隣接する木場の材木商を相手に商売し賑わった。

### 天保の改革による廃絶、その後の再興
しかし幕府は深川をはじめ江戸市中の岡場所を許さず、老中に就任した水野忠邦による天保の改革（1842年）で深川は潰され、娼妓は吉原送りとされ、芸妓は日本橋、柳橋に逃れ、向こうで新たな花街を形成した。その後、深川は料理茶屋再興を安政7年（1860年）、奉行に願い出て許可された。深川は火災で焼け出された吉原の仮宅として賑わいを取り戻した。

### 明治以降の深川花街
明治に入り深川の花街は柳橋、新橋の花街に押され、芸妓32人までに寂れた。だが1878年（明治12年）、深川不動堂の建立で花街は盛り返し、1886年、米市場が開設され、米穀関係者に利用された。1888年（明治21年）、根津から移転した洲崎遊廓が開設され、共に賑わった。1907年、組合が組織され、芸妓40名が在籍、昭和初期では松川二郎の『全国花街めぐり』によると、置屋54軒、芸妓149名であった。
しかし1937年（昭和12年）、日中戦争勃発で戦時色が強まり、深川芸妓は洲崎の娼妓と共に国防婦人会と結成、軍隊慰問したりしたが1944年（昭和19年）、花街の営業は停止された。

### 昭和戦後の花街と、その終焉
1945年（昭和20年）3月10日、東京大空襲で深川一帯は焼失、花街も被害を蒙ったが1947年頃、復興に取り組み、1950年（昭和25年）、料亭・待合41軒、芸妓130名、置屋50軒で再建された。戦後の復興によって木材業の需要が伸び、賑わっていたが1958年（昭和33年）、売春防止法施行で洲崎遊廓は廃絶され、高度経済成長期に入り、娯楽の多様化でキャバレー、クラブに客を奪われ、得意先であった木場が1970年（昭和45年）、新木場に移転され花街に打撃を与えた。昭和40年代以降、料亭、芸妓は減り、1982年（昭和57年）、三業組合事務所が閉鎖、バブル期による地上げで敷地がビル、飲食店に変わり、1990年（平成2年）、門前仲町に料亭5軒、置屋20軒、芸妓20名で芸妓が女将を兼ね、平成初期に消滅。

### 復活し、令和の時代へ
2015年から深川の花街は復活している。現時点での置屋は1件のみ。外国人初芸者であるオーストラリア人・紗幸を中心に活動している。在籍している芸者は紗幸・千紗の2名。